# Litopus coelestinus
Litopus coelestinus là một loài bọ cánh cứng trong họ Cerambycidae.